# Purdue Boilermakers

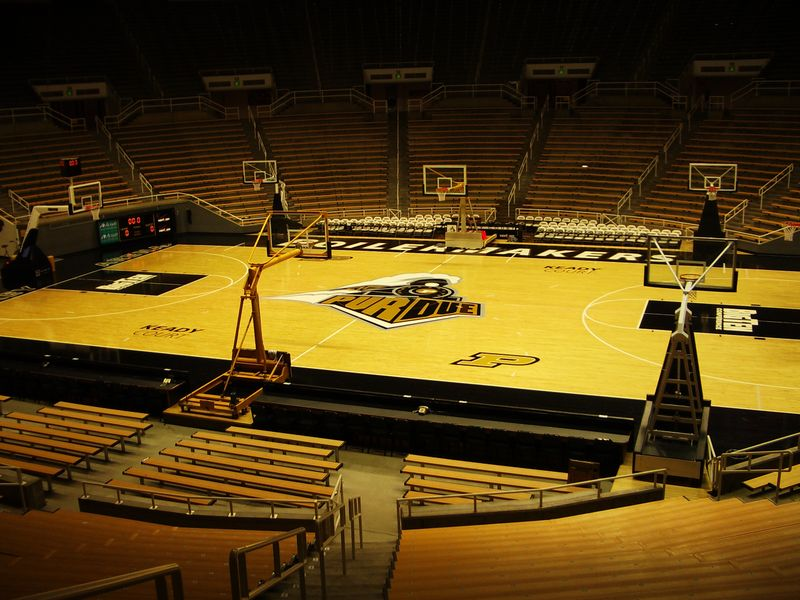
Mackey Arena.

Purdue Boilermakers (español: Fogoneros de Purdue) es el equipo deportivo de la Universidad Purdue en West Lafayette, Indiana. Los equipos de los Boilermakers participan en las competiciones universitarias organizadas por la NCAA, y forman parte de la Big Ten Conference.

## Apodo
El origen del original nombre de Boilermakers proviene del calificativo que un periódico les dio en 1891 después de perder por 44-0 un partido de fútbol americano contra un eterno rival, el Wabash College. A lo largo de los años han adoptado un sinfín de nombres, la mayoría de ellos con un carácter aparentemente despectivo, como los "cultivadores de calabaza", los "herreros" o los "marineros del maíz", aunque finalmente fue la ocurrencia de la prensa del siglo XIX la que se impuso.

## Deportes

### Baloncesto
Los orígenes de la sección de baloncesto se remontan a 1896. sus mejores temporadas fueron en 1969, cuando alcanzaron por primera vez la Final Four de la NCAA, siendo batidos por los entonces invencibles Bruins de UCLA, con Lew Alcindor a la cabeza, y en 1980, donde consiguieron de nuevo terminar entre las cuatro mejores universidades del país. A lo largo de su historia han sido 20 veces campeones de su Conferencia.
En total han sido 29 los jugadores de Purdue que han jugado en la NBA, de los que cabe destacar a dos números uno del draft, Glenn Robinson (1994) y Joe Barry Carroll (1980).

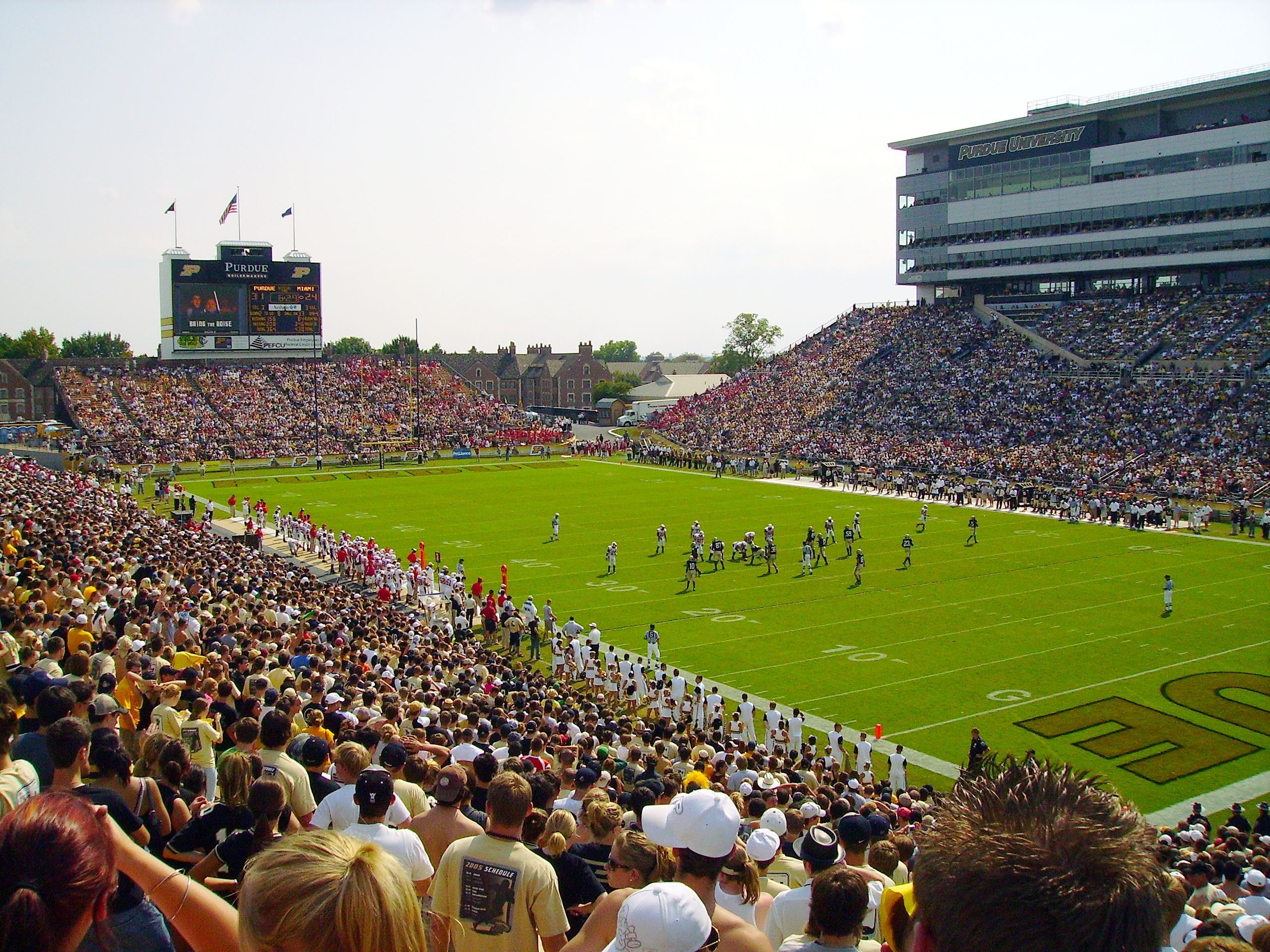
Ross-Ade Stadium.

### Fútbol americano
Hasta 1889, el equipo de fútbol americano compitió como independiente. finalmente se unieron a la Big Ten Conference en 1896. Sus mayores logros fueron la consecución de la Rose Bowl en 1967, al batir a la Universidad del Sur de California, y de la Sun Bowl en 2002.

### Otros deportes
Además de los mencionados, compiten en otros 8 deportes, de los que cabe destacar los siguientes triunfos:
- Campeón de la NCAA de golf femenino en 2010
- Campeón de la NCAA de baloncesto femenino en 1999
- Campeón de la NCAA de golf masculino en 1961
- Campeón de la Big Ten de béisbol en 1909 y 2012
- Campeón de la Big Ten de fútbol femenino en 2007